# محرم (الحيمة الداخلية)

تعديل مصدري - تعديل

محرم هي إحدى قرى عزلة بني عمرو بمديرية الحيمة الداخلية التابعة لمحافظة صنعاء، بلغ تعداد سكانها 310 نسمة حسب تعداد اليمن لعام 2004.